# Чайка (острів)
"Чайка" - невеликий штучний острів у Тернопільському ставку.

## Назва
Острів носить назву однойменного ресторану (Чайка), що був побудований тут у 50-х. роках і користувався популярністю серед місцевих. 